# Авив
 Тази статия е за християнския мъченик.  За израелския писател вижте Ювал Авив.  
Авив е месопотамски християнски мъченик.
Смята се, че е роден в началото на IV век в Едеса, където става дякон в местната християнска църква. През 322 година, по времето на император Лициний, е арестуван, измъчван и изгорен на клада. Погребан е заедно с убитите няколко години по-рано едески мъченици Гурий и Самон. Паметта на тримата се отбелязва от Католическата и Православната църква на 15 ноември.